# The Secret of Monkey Island
The Secret of Monkey Island – komputerowa gra przygodowa wyprodukowana i wydana przez LucasArts w 1990 roku. Gracz wciela się w postać Guybrusha Threepwooda – młodego człowieka pragnącego zostać piratem. W 2010 roku powstał remake gry pod tytułem: The Secret of Monkey Island: Special Edition.

## Produkcja

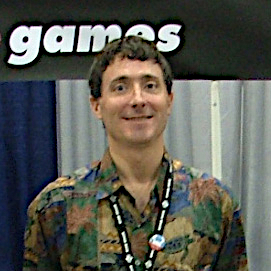
Dave Grossman – jeden z projektantów gry The Secret of Monkey Island.

The Secret of Monkey Island to gra zaprojektowana przez Rona Gilberta, Tima Schafera i Dave'a Grossmana. Pierwotnie prace nad tytułem Gilbert rozpoczął w 1988 roku, po zakończeniu gry Maniac Mansion, ale projekt został wstrzymany ze względu na rozpoczęcie prac nad inną grą przygodową – Indiana Jones and the Last Crusade: The Graphic Adventure.

## Fabuła
Jest to pierwsza gra z rozbudowanego cyklu przygód Guybrusha Threepwooda, ambitnego młodzieńca, obdarzonego oryginalnym nazwiskiem, wrodzonym humorem i wybitnym talentem wpadania we wszelkie tarapaty. Guybrush od zawsze pragnął zostać piratem, w tym celu przybywa na Mêlée Island. Okazuje się jednak, że aby zostać piratem należy poddać się trzem próbom. W trakcie jednego z wyzwań bohater poznaje i zakochuje się z wzajemnością w pani gubernator Elaine Marley. W chwili gdy wszystko zmierza w kierunku szczęśliwego zakończenia, na scenę wkracza poprzedni adorator atrakcyjnej gubernatorowej – demoniczny, widmowy i na wskroś przerażający pirat LeChuck.
Gra charakteryzowała się bardzo specyficznym poczuciem humoru. Dla przykładu, dobry pirat powinien w odpowiednio "profesjonalny" sposób bluźnić – Guybrush musiał więc wykazać się talentem na tym polu.

## Dystrybucja
Gra była oryginalnie wydana na dyskietkach w 1990 roku na komputery: Atari ST, Macintosh i PC. Gra posiadała zabezpieczenie przed kopiowaniem pod nazwą "Dial-A-Pirate", dołączone do gry. Gracz, obracając dwa koncentryczne okręgi, musiał przestawić je w taki sposób, aby otrzymać rok powieszenia pirata przedstawionego na rysunku, odpowiadając tym samym pytaniu z ekranu komputera. Miesiąc po wydaniu wersji na PC, gra została wydana ponownie w wersji VGA oraz na Amigę w wersji EGA/VGA. W 1992 roku gra została wydana w wersji na CD.
15 lipca 2009 Lucas Arts wydał odświeżoną wersję zatytułowaną The Secret of Monkey Island Special Edition na platformach Microsoft Windows, Xbox 360, PlayStation 3 oraz iOS. Gra zawiera ulepszoną muzykę i grafikę w wysokiej rozdzielczości. Twórcy dali też możliwość przełączenia się w trakcie rozgrywki na pierwotną wersję.

## Odbiór
Gra spotkała się z pozytywnym odbiorem recenzentów, uzyskując według serwisu GameRankings średnią z ocen wynoszącą 81%. Brytyjskie czasopismo „Amiga Power” określiło produkcję jako „pierwszą w pełni dostępną przygodę”, przyznając grze ocenę 90%. Gra znajduje się w Hall of Fame czasopisma „Computer Gaming World” i w serwisie 1UP.com
Remake gry z 2009 roku również otrzymał wysokie oceny. W serwisie Metacritic i GameRankings gra otrzymała odpowiednio 86/100 i 86%.